# سیارک ۱۰۲۰۷
سیارک ۱۰۲۰۷ (به انگلیسی: 10207 Comeniana، نامگذاری:1997QA) ده هزار و دویست و هفتمین سیارک کشف شده‌است که در ۱۶ اوت ۱۹۹۷ کشف شد.
قدر مطلق سیارک برابر ۱۳٫۹۰ است.